# Apeadeiro de Sobral
O apeadeiro de Sobral (também identificado como Sobral-Avelãs) é uma gare, actualmente encerrada, da Linha da Beira Alta situada na aldeia de Avelãs de Ambom, no concelho e distrito da Guarda, em Portugal. Serve também as localidades de Sobral da Serra e Rocamondo.

## Descrição

### Localização e acessos
O local desta interface dista pouco menos de três quilómetros, via EM581-4, da localidade nominal primária, Sobral da Serra, para noroeste, em acentuado declive, mas apenas cerca de metade dessa distância, via EM577-2, da localidade nominal secundária, Avelãs de Ambom, para nordeste.

### Infraestrutura
A plataforma e respetivo abrigo situa-se do lado poente da via (lado direito do sentido ascendente, a Vilar Formoso).
Situa-se junto a esta estação a substação de tração de Sobral, contratada à C.P., que assegura aqui a eletrificação de partes das linhas da Beira Baixa e da Beira Alta, entre as zonas neutras de Vila Franca das Naves e de Caria e o término do troço eletrificado, em Vilar Formoso; complementarmente existe também a zona neutra de Sobral que divide em duas partes, isolando-as, os referidos troços da rede alimentado por esta subestação.

## História
A Linha da Beira Alta entrou ao serviço de forma provisória em 1 de Julho de 1882, tendo a linha sido totalmente inaugurada em 3 de Agosto do mesmo ano, pela Companhia dos Caminhos de Ferro Portugueses da Beira Alta. Sobral não constava entre as estações e apeadeiros existentes na linha à data de inauguração, porém, tendo este interface sido criado posteriormente, antes de 1913.
Em 1934, a Companhia da Beira Alta instalou um novo gabarito para carga no apeadeiro de Sobral, e no ano seguinte fez grandes obras de reparação no edifício.
Em 1 de Janeiro de 1947, a Linha da Beira Alta passou a fazer parte da rede da Companhia dos Caminhos de Ferro Portugueses. Um diploma publicado no Diário do Governo n.º 208, II Série, de 7 de Setembro de 1949, atribuiu distâncias próprias a Sobral, de acordo com um projecto de aditamento aos quadros de distâncias de aplicação quilométrica na Linha da Beira Alta, proposto pela Companhia dos Caminhos de Ferro Portugueses.

A 5 de Agosto de 2018, com a introdução de novos horários pela CP, os comboios regionais entre Coimbra e a Guarda deixaram de efectuar paragem neste apeadeiro, que ficou sem qualquer serviço ferroviário.